# Salvelinus neocomensis
Salvelinus neocomensis (einheimische Trivialnamen: Jaunet oder Biblet) ist eine ausgestorbene Süßwasserfischart aus der Gattung der Saiblinge (Salvelinus) innerhalb der Familie der Lachsfische. Sie war im Neuenburgersee in der Schweiz endemisch.

## Merkmale
Salvelinus neocomensis erreichte eine Standardlänge von 150 mm. Er besaß 21 bis 23 Kiemenreusenstrahlen. Die Körperhöhe am Beginn des Afters betrug 13 bis 16 Prozent der Standardlänge. Der Augendurchmesser betrug das 1- bis 1,5-fache des Abstandes zwischen den Augenhöhlen und machte 24 bis 25 Prozent der Kopflänge aus. Die Schnauze war stumpf, das Maul stand unterständig. Der Unterkiefer war vom Oberkiefer umschlossen. Die Flanken waren gelblich, bei den Flossen fehlten die weißen Ränder der anderen Saiblingarten. Die Brustflosse reichte beim Männchen bis zum After.

## Lebensweise
Salvelinus neocomensis kam in 70 bis 80 m Tiefe vor. Die Nahrung bestand aus Insektenlarven, Schnecken, Schalentieren und Fischeiern. Gelaicht wurde auf dem schlammigen Grund des Neuenburgersees.

## Status
Salvelinus neocomensis wurde 2008 von der IUCN für ausgestorben erklärt. Die Art ist nur von drei Exemplaren bekannt, die 1896, 1902 und 1904 gesammelt wurden. Ausgedehnte Suchen in den 1950er-Jahren und im Jahre 2003 blieben ergebnislos.

## Systematik
Salvelinus neocomensis wurde erstmals 1903 von Otto Fuhrmann als Salvelinus salvelinus var. profundus beschrieben. Da das Binomen Salvelinus profundus bereits 1901 von Alfred Schillinger für den Tiefseesaibling vergeben wurde, verfassten Jörg Freyhof und Maurice Kottelat im Jahre 2005 eine Neubeschreibung der Art als Salvelinus neocomensis.